# Povijest vjetroelektrana
Povijest vjetroelektrana i korištenja energije vjetra seže u doba kada su ljudi prvi puta postavili jedra na brodove i time si omogućili daleka putovanja i isto tako odlučili svoje živote povjeriti u ruke tog nepredvidljivog obnovljivog izvora energije. Može se reći da je na neki način vjetar bio taj koji je pokrenuo eru istraživanja i omogućio prijenos robe i dobara u neslućenim količinama na velike udaljenosti. Dugo vremena nakon prvih jedara uslijedilo je korištenje energije vjetra za obavljanje mehaničkog rada u mlinovima i za pokretanje vodenih pumpi (posebice u Nizozemskoj, na srednjem zapadu SAD-a i u zabačenim dijelovima Australije). U modernim vremenima s dolaskom i izumom električne energije počinju se upotrebljvati u svrhu proizvodnje iste, no tek u zadnja dva desetljeća zbog sve većeg zagađenja okoliša počinju svoj značajan uzlet, da bi danas to bio jedan od glavnih izvora energije za blisku budućnost.

## Antička povijest i Srednji vijek
Jedrenjaci kao prvi oblik korištenja energije vjetra postoje već najmanje 5500 godina i od tih davnih vremena do danas rade na isti način, koristeći čisti i svugdje dostupan izvor energije. Isto tako jedrenjaci su najvažniji oblik vodnog transporta u povijesti čovječanstva s izuzetkom modernih vremena.
Najraniji poznati slučaj korištenja energije vjetra za pokretanje stroja putem rotora je Heronova vjetrenjača koja je pokretala orgulje, iz 1. stoljeća. 
Prve vjetrenjače za praktičnu primjenu bile su u upotrebi u pokrajini između Afganistana i Irana, najranije u 9. stoljeću, a moguće već i u 7. stoljeću. To su bile vjetrenjače s vertikalnom osi vrtnje i pravokutnim lopaticama s jedrima, a upotrebljavale su se za mljevenje i pumpanje vode. Njihova uporaba je bila raširena u srednjoj Aziji i na Bliskom istoku. Vjetrenjače s horizontalnom osi vrtnje su ušle u širu primjenu u sjeverozapadnoj Europi početkom 1180-tih godina i bile su korištene za mljevenje. Mnoge stare nizozemske vjetrenjače i danas postoje. U to doba vjetrenjače su se također koristile i za pumpanje morske vode za dobivanje soli u Kini i na Siciliji.
Najstariji sigurni spomen jedne vjetrenjače s horizontalnom osi datira iz 1185., u Weedleyu, Yorkshire, Velika Britanija. Europske vjetrenjače s horizontalnom osi su konstrukcijski bile značajno različite od afganistanskih i iranskih vjetrenjača s vertikalnom osi vrtnje, te se općenito smatra da su to dva potpuno odvojena i neovisna otkrića. U srednjovjekovnoj Velikoj Britaniji su lokacije vodotoka i samim time iskorištavanje energije vode obično bile rezervirane za plemstvo, pa je time energija vjetra bila važan izvor energije za niže staleže. Do 14. stoljeća nizozemske vjetrenjače su se koristile za isušivanje (pumpanje vode) delte Rajne (polderi).

## 19. stoljeće
Do 1900. u Danskoj je bilo ugrađeno oko 2500 vjetrenjača za obavljanje mehaničkog rada (vodne pumpe i mlinovi), koje su po nekim procjenama imale ukupnu snagu od 30 MW.
Na srednjem zapadu SAD-a je između 1850. i 1900. na farmama ugrađen ogroman broj malih vjetrenjača (oko 6 milijuna), koje su se koristile za pokretanje pumpi za navodnjavanje.
Prvu vjetrenjaču za proizvodnju električne energije (tj. prvi vjetroagregat) je izradio prof. James Blyth u Škotskoj u srpnju 1887., s Anderson's College-a, Glasgow. Njegov vjetroagregat visine 10 m s platnenim jedrima je postavljen u vrtu njegove vikendice i punio je akumulatore koji su davali energiju za osvjetljenje njegove kolibe. Time je to postala prva kuća na svijetu koja se napajala električnom energijom proizvedenom iz energije vjetra.
1887. u Clevelandu (SAD) je Charles Brush dizajnirao i konstruirao veći i bolji vjetroagregat, koji je izradila njegova inženjerska tvrtka, te ga postavila kod njegove kuće i koji je radio sve do 1900. Njegov vjetroagregat imao je rotor promjera 17 metara i bio je postavljen na 18 m visoki stup, no unatoč veličini razvijao je maksimalnu snagu od samo 12 kW, a okretao se relativno sporo i imao je 144 lopatice! Priključeni generator je punio akumulatorske baterije, te pokretao do 100 žarulja ili neki od strojeva u Brushovom laboratoriju. Vjetroagregat je napušten 1908., nakon što je 1900. proradila centralna elektrana za proizvodnju električne energije u Clevelandu.
1890-tih godina danski znanstvenik Poul la Cour je konstruirao vjetroagregat za proizvodnju električne energije, koji se onda koristio za proizvodnju vodika za izvođenje pokusa u srednjoj školi Askov. Njegov vjetroagregat iz 1896. je poslije postao lokalna elektrana sela Askov.

## 20. stoljeće
Od početka 20. stoljeća do 1970-tih razvoj vjetroagregata i industrije vjetra je bio ograničen i usporen zbog dostupnosti i niske cijene drugih izvora energije, posebice nafte i ugljena.
U Danskoj je energija vjetra bila bitan dio decentralizirane elektrifikacije u prvoj četvrtini 20. stoljeća, dobrim dijelom i zbog vjetroagregata u Askovu. Do 1908. bilo je postavljeno 72 vjetroagregata snage 5 do 25 kW. Najveći od njih su imali stup visine 24 m i promjer lopatica 23 m. 1957. Johannes Juul je postavio vjetroagregat s promjerom rotora 24 m u Gedseru koji je bio u pogonu 10 godina. Bio je to vjetroagregat s tri lopatice, horizontalnom osi vrtnje, okrenut u smjeru vjetra i s pasivnom regulacijom snage; sličan onima koje i danas koristimo u komercijalnim vjetroelektranama. Takvi vjetroagregati su usavršeni, te im je povećavan stupanj iskorištenja zbog serijske proizvodnje, a kao praktična posljedica toga danas svi komercijalni vjetroagregati sliče tom danskom tipu vjetroagregata.
1927. u SAD-u je osnovana tvrtka Jacobs Wind koja je proizvodila vjetroagregate za korištenje na farmama. Oni su pretežno bili korišteni na farmama koje su bile udaljene od najbliže elektroenergetske mreže za punjenje akumulatora i osvjetljenje. U 30 godina proizvedeno ih je oko 30 000 i bili su korišteni i u zabačenim dijelovima Afrike, pa čak i na Antarktici. Ovakav način korištenja vjetra prepoznali su i mnogi drugi proizvođači opreme, a snage tih malih vjetroagregata su se kretale od nekoliko stotina W do nekoliko kW.
1931. izumljen je Darriusov vjetroagregat s vertikalnom osi vrtnje koji je imao potpuno drugačija dizajnerska rješenja od klasičnih vjetroagregata s horizontalnom osi vrtnje. Vertikalna orijentacija omogućava korištenje vjetra iz svih smjerova bez potrebe za sustavom zakretanja, dok se teška oprema generatora i mjenjačke kutije može postaviti na nivo zemlje umjesto na vrh tornja vjetroagregata.
Prethodnik modernih velikih vjetroagregata s horizontalnom osi koji se priključuju na elektroenergetsku mrežu bio je vjetroagregat WIME-3D, koji je radio od 1931. do 1942. u Balaklavi (blizu Jalte), SSSR. To je bio vjetroagregat snage 100 kW, s visinom stupa od 30 m, koji je bio priključen na 6,3 kV distributivnu mrežu. Promjer rotora s tri lopatice bio je također 30 m, a stup je bio čelični rešetkasti. Prema izvještajima godišnji faktor opterećenja mu je bio 32%, što se uklapa i u brojke s današnjih vjetroagregata.
1941. na električnu mrežu je spojen prvi svjetski vjetroagregat snage preko 1 MW, koji je bio postavljen na planini poznatoj kao Grandpa's Knob u mjestu Castleton u SAD-u. Bio je to Smith-Putnam vjetroagregat snage 1,25 MW koji je radio 1100 sati prije puknuća lopatice koja nije bila dovoljno ojačana na poznatoj slaboj točki zbog nedostatka materijala. Prvi sljedeći vjetroagregati slične snage i dimenzija postavljeni su tek nakon 40 godina, tako da je to bio pravi pionirski pothvat.

## Moderna industrija vjetra
Moderno iskorištavanje energije vjetra, kakvo poznajemo i danas, je počelo u 1970-tim godinama kao odgovor na svjetsku naftnu krizu 1973.
Od 1973. do 1986., tržište vjetroagregata se razvilo od malih pojedinačnih vjetroagregata za upotrebu na farmama snaga 1 do 25 kW sve do polja međusobno povezanih vjetroagregata (vjetroelektrane) koji su bili srednjih snaga od 50 pa sve do 600 kW. Vjetroelektrane izgrađene u Kaliforniji su predstavljale veliku većinu ugrađene snage svjetskih vjetroagregata sve do ranih 1990-tih. Na vrhuncu razvoja industrije vjetra u Kaliforniji je u 1980-tima bilo instalirano 17 000 vjetroagregata, ukupne snage 1 700 MW, koji su proizvodili preko 3 TWh električne energije godišnje, što je bilo dovoljno za napajanje grada od 3 000 000 stanovnika. Taj nagli razvoj industrije vjetra u Kaliforniji bila je neočekivani pojava, koja se desila zbog povoljne ekonomske i zakonske klime.
No ta pojava je ujedno pokrenula industriju vjetra. Američki proizvođači su već u to vrijeme nastupili s vjetroagregatima velikih dimenzija i snaga, s različitim dizajnerskim rješenjima, no brzopletost i nedovoljno ulaganje u razvoj tih rješenja, rezultiralo je cijelim nizom katastrofalnih, nesigurnih i neprimjenjivih vjetroagregata. S druge strane, danske tvrtke s klasičnim danskim tipom vjetroagregata, koji je i danas najrašireniji diljem svijeta, su imale gotov, provjeren i certificirani proizvod od strane Risoe instituta (koji je i danas najpriznatiji svjetski institut za energiju vjetra). Naknadno se ustanovilo da su danski vjetroagregati bili loše rješenje za visoke brzine vjetra u Kaliforniji. No kotačić je pokrenut i razvoj energije vjetra je uzeo maha, te se do kraja 20. stoljeća samo ubrzavao, s tim da se težište proizvodnje i ugradnje nove snage preselio u sjevernu Europu, koju se i danas smatra kolijevkom modernih vjetroagregata i industrije vjetra.
U 21. stoljeću, tj. u zadnjih 10 godina, razvoj energije vjetra poprima neslućene razmjere, snaga pojedinačnih vjetroagregata se u manje od 20 godina povećala za 10 puta, a dimenzije su narasle više od dva puta. Danas se slobodno može reći da vjetar kao izvor energije krupnim koracima postaje jedan od uobičajenih izvora energije, te će u skorijoj budućnosti po svim kriterijima moći stati uz bok i čak i nadmašiti klasične centralizirane izvore energije koje smo većinom koristili do sada. Isto tako instalirana snaga u vjetroelektranama u svijetu svake godine bilježe ogroman rast u prvih 10 godina 21. stoljeća, a broj zaposlenih u toj industriji u Europskoj uniji se bliži brojci od 200 000 ljudi.

### Vjetroagregati u Hrvatskoj
U Hrvatskoj je Končar još 1988. postavio prvi vjetroagregat u Uljaniku, koji se i danas tamo nalazi, no onda je razvoj istoga obustavljen. Danas Končar ima postavljen prvi prototip svog modernog vjetroagregata na lokaciji Pometeno brdo u blizini Splita i pokušava uhvatiti korak s ostalim poznatim proizvođačima vjetroagregata. 
U Hrvatskoj je trenutno 12 vjetroelektrana koje su u normalnom radu (lipanj 2014.) i koje isporučuju električnu energiju u elektroenergetski sustav Hrvatske. Instalirana snaga svih vjetrolektrana je 280 MW, u radu je 148 vjetroagregata koji isporučuju godišnje oko 810 GWh električne struje. Za usporedbu Termoelektrana Plomin ima snagu 330 MW i isporučuje godišnje oko 2173 GWh električne struje. 
| Vjetroelektrana     | Instalirana snaga (MW) | Županija                        | Godišnja proizvodnja (GWh) | Vjetroagregati i modeli                              | Puštena u rad | Opis   |
| ------------------- | ---------------------- | ------------------------------- | -------------------------- | ---------------------------------------------------- | ------------- | ------ |
| VE Danilo           | 43,7                   | Šibensko-kninska županija       | 100                        | 19 × Enercon E-82 – 2,3 MW                           | 2014.         | [ 3 ]  |
| VE Vrataruša        | 42                     | Ličko-senjska županija          | 125                        | 14 × Vestas V90 - 3 MW                               | 2011.         | [ 4 ]  |
| VE Kamensko-Voštane | 40                     | Splitsko-dalmatinska županija   | 114                        | 14 × Siemens SWT-3.0-101 – 3 MW                      | 2013.         | [ 5 ]  |
| VE Bruška           | 36,8                   | Zadarska županija               | 122                        | 16 × Siemens SWT-93 - 2,3 MW                         | 2012.         | [ 6 ]  |
| VE Ponikve          | 36,8                   | Dubrovačko-neretvanska županija | 122                        | 16 × Enercon E-70 - 2,3 MW                           | 2013.         | [ 7 ]  |
| VE Jelinak          | 30                     | Splitsko-dalmatinska županija   | 81                         | 20 × Acciona Windpower – 1,5 MW                      | 2013.         | [ 8 ]  |
| VE Trtar-Krtolin    | 11,2                   | Šibensko-kninska županija       | 28                         | 14 × Enercon E-48 - 0,8 MW                           | 2006.         | [ 9 ]  |
| VE Crno brdo        | 10                     | Šibensko-kninska županija       | 27                         | 7 × Leitwind LTW77 – 1,5 MW                          | 2011.         | [ 10 ] |
| VE Orlice           | 9,6                    | Šibensko-kninska županija       | 25                         | 11 × Enercon (3 x E-48 – 0,8 MW + 8 x E-44 – 0,9 MW) | 2009.         | [ 11 ] |
| VE Velika Popina    | 9,2                    | Zadarska županija               | 26                         | 4 × Siemens SWT 93 – 2,3 MW                          | 2011.         | [ 12 ] |
| VE Ravne 1          | 6                      | Zadarska županija               | 15                         | 7 × Vestas V52 – 0,85 MW                             | 2004.         | [ 13 ] |
| VE Pometeno brdo 1  | 6                      | Splitsko-dalmatinska županija   | 15                         | 6 × Končar KO-VA 57/1 – 1 MW                         | 2012.         | [ 14 ] |
| Ukupno              | 280.5                  |                                 | 810                        | 148                                                  | lipanj 2014.  |        |